# Buk-M2
Il Buk-M2 (cirillico: Бук-M2, nome in codice NATO: SA-17 Grizzly), anche noto come 9K317, è un sistema missilistico terra-aria a medio raggio di fabbricazione russa, sviluppato dal NIIP negli anni duemila quale aggiornamento del Buk-M1-2 destinato alle Forze armate russe, tra le cui file è entrato in servizio nel 2008.
Progettato per neutralizzare missili da crociera, bombe intelligenti, velivoli ad ala fissa e rotante ed UAV fino a 50 km di distanza e 25.000 m di altitudine, può rilevare bersagli fino a 120 km di distanza ed è impiegato per la difesa di obiettivi sensibili, industriali ed amministrativi. In grado di impiegare le stesse munizioni del Buk-M1-2, il sistema impiega anche il missile 9M317 che permette di intercettare anche missili balistici tattici.
È stata sviluppata una versione da esportazione, denominata Buk-M2E.
Adottato, tra le altre, dalle forze armate di Algeria e Venezuela, al 2020 erano in servizio attivo nell'esercito russo in circa 90 esemplari.

## Caratteristiche
In grado di ingaggiare fino a 24 bersagli contemporaneamente, rispetto alle versioni Buk precedenti la M2 è in grado di abbattere velivoli dalla traccia radar di un F-15 ad una distanza maggiore, quantificabile in 50 km dal lanciatore.
Anche le probabilità di abbattimento sono state migliorate: a distanze fino a 26 km le probabilità di abbattere un missile da crociera è infatti giunta all'80%.
Il sistema può essere schierato in soli 5 minuti, ed il tempo trascorso tra rilevazione e lancio è pari a 10 secondi.

## Versioni
Terrestri
- 9K317 Buk-M2: versione aggiornata del Buk-M1-2
- 9K317 Buk-M2E: versione da esportazione

## Utilizzatori
- Azerbaigian: numero imprecisato di Buk-M2E
- Algeria: al 2015, 48 unità di Buk-M2E
- Armenia: al 2016, numero imprecisato di Buk-M2E
- Venezuela: al 2013, 12 Buk-M2E e 200 missili 9M317
- Russia: al 2020, almeno 90 unità Buk-M2
- Siria: al 2011, 18 sistemi Buk-M2E consegnati dalla Russia